# Notiobiella maculata
Notiobiella maculata är en insektsart som beskrevs av Monserrat och Penny 1983. Notiobiella maculata ingår i släktet Notiobiella och familjen florsländor. Inga underarter finns listade i Catalogue of Life.